# Mario Gaspar
Mario Gaspar Pérez Martínez, kurz Mario Gaspar oder einfach nur Mario (* 24. November 1990 in Novelda), ist ein spanischer Fußballspieler, der aktuell in Spanien für den FC Elche aktiv ist. Seine angestammte Position ist die rechte Abwehrseite.

## Karriere

### Vereinskarriere
Mario spielte schon in seiner Jugend für seinen heutigen Heimatklub, den FC Villarreal. Von der Spielzeit 2007/08 an lief er für die zweite Mannschaft des Vereins auf. Ab der Saison 2008/09 stand er zudem im erweiterten Kader der ersten Mannschaft, für die er am 15. März 2009 bei einer 3:2-Niederlage gegen Atlético Madrid zu seinem Debüt kam. Wichtig wurde er ab Anfang 2011, als er zum Stammspieler wurde und in den letzten 19 Saisonspielen keine Minute verpasste, da der vorherige Stammspieler Ángel López einen Kreuzbandriss erlitt. Den positiven Trend konnte Mario in der Folgesaison teilweise bestätigen, er kam auf 22 Partien in den Liga und auf vier in der Champions League, wo er gegen namhafte Klubs wie den FC Bayern München oder den SSC Neapel allerdings ausschließlich Niederlagen kassierte. Am 1. Mai 2012 konnte er zudem gegen Sporting Gijón sein erstes Ligator feiern, was aber nichts am Abstieg seines Teams aus der ersten in die zweite Liga ändern konnte. In der folgenden Spielzeit verlor er seinen Stammplatz an den bereits 37-jährigen Javi Venta.
Im Juli 2022 verließ der Spanier seinen Ausbildungsverein und wechselte zum FC Watford in die EFL Championship.
Zur Saison 2023/24 kehrte er nach Spanien zurück und wechselte zum FC Elche.

### Nationalmannschaften
Mario lief für verschiedene Jugendnationalmannschaften Spaniens auf, von 2008 bis 2009 für die U-19, 2009 machte er ein Spiel für die U-20 und 2011 war er zweimal im Team der U-21 zu finden.
Am 12. Oktober 2015 debütierte Mario beim 1:0-Auswärtssieg im EM-Qualifikationsspiel gegen die Ukraine unter Vicente del Bosque in der A-Auswahl. Dabei erzielte er in der 22. Spielminute den Siegtreffer.

## Erfolge
- UEFA Europa League: 2020/21[4]